# Eranthemum austrosinense
Eranthemum austrosinense är en akantusväxtart som beskrevs av Hsien Shui Lo. Eranthemum austrosinense ingår i släktet Eranthemum och familjen akantusväxter. Utöver nominatformen finns också underarten E. a. pubipetalum.